# Resolució 521 del Consell de Seguretat de les Nacions Unides
La Resolució 521 del Consell de Seguretat de les Nacions Unides, fou aprovada per unanimitat el 19 de setembre de 1982, després de condemnar la massacre de palestins a Beirut, Líban, pel grup de milícies de les Forces Libaneses, el Consell va reafirmar les resolucions 512 (1982) i 513 (1982), que va exigir el respecte dels drets de la població civil sense cap mena de discriminació i repudia tots els actes de violència contra aquesta població.
La resolució va continuar autoritzant al Secretari General de les Nacions Unides a augmentar el nombre d'observadors de les Nacions Unides a Beirut de 10 a 50 i insisteix que no hi haurà interferències amb el desplegament dels observadors i que tindran plena llibertat de moviment. També va demanar al Secretari General que, amb caràcter d'urgència, iniciés consultes adequades i en particular consultes amb el Govern del Líban sobre mesures addicionals que el Consell podria adoptar, inclòs el possible desplegament de les forces de les Nacions Unides, a ajudarà aquest Govern a garantir la plena protecció de la població civil a Beirut i els seus voltants.
Finalment, la Resolució 521 va recordar als Estats membres que acceptessin i executessin resolucions del Consell d'acord amb l'article 25 de la Carta de les Nacions Unides i va demanar al Secretari General que informés al Consell en un termini de quaranta-vuit hores sobre els avenços a el regió.